# ورزشگاه فوتبال آدو
ورزشگاه فوتبال آدو (به لاتین: Addu Football Stadium) یک ورزشگاه در مالدیو است که در ادو سیتی واقع شده‌است.